# Baoji
Baoji (宝鸡 ; pinyin : Bǎojī) est une ville du sud-ouest de la province du Shaanxi en Chine. Sa population est évaluée à 487 400 habitants. Elle se trouve dans une région houillère. C'est une ville très commerçante.

## Emplacement
Baoji occupe une position stratégique, dans l'ouest de la Chine historique. Elle se trouve sur les bords de la Wei, le principal affluent du Fleuve Jaune, dans une région au relief accidenté.
À l'est de Baoji, la vallée de la Wei s'élargit pendant plusieurs centaines de kilomètres. Cette vallée grand rôle dans l'histoire de la civilisation chinoise, c'est là en notamment que s'est développée la Dynastie Zhou. La plus grande ville de la région, Xi'an, se trouve à deux cents kilomètres environ en aval de Baoji, elle fut capitale de la Chine à plusieurs reprises et reste aujourd'hui la capitale du Shaanxi.
Hors de la vallée de la Wei, le relief est très marqué autour de Baoji. Au sud, le monts Qinling, qui culminent à 3 767 mètres, forment une longue chaîne sur plus mille cinq cents kilomètres. C'est à Baoji toutefois que s'ouvre le meilleur chemin pour les traverser et rejoindre le Sichuan. Dans les années 1950 a ainsi été construite une ligne ferroviaire reliant Baoji à Chengdu.
À l'ouest et au nord se trouve le plateau de Lœss. C'est une région assez accidentée. Le cours amont de la Wei, à l'ouest de Baoji, constitue une voie de passage. et a été utilisé pour la route de la soie septentrionale.

## Climat
Les températures moyennes pour la ville de Baoji vont de +0,9 °C pour le mois le plus froid à +25,3 °C pour le mois le plus chaud, avec une moyenne annuelle de +13,5 °C (chiffres arrêtés en 1990).

## Économie
En 2004, le PIB total a été de 32,0 milliards de yuans.
L'entreprise Baoji Titanium Industry Co., Ltd., plus grand producteur de titane chinois, a son siège et ses usines dans la ville.

## Subdivisions administratives
La ville-préfecture de Baoji exerce sa juridiction sur douze subdivisions - trois districts et neuf xian :
- le district de Weibin - 渭滨区 Wèibīn Qū ;
- le district de Jintai - 金台区 Jīntái Qū ;
- le district de Chencang - 陈仓区 Chéncāng Qū ;
- le xian de Fengxiang - 凤翔县 Fèngxiáng Xiàn ;
- le xian de Qishan - 岐山县 Qíshān Xiàn ;
- le xian de Fufeng - 扶风县 Fúfēng Xiàn ;
- le xian de Mei - 眉县 Méi Xiàn ;
- le xian de Long - 陇县 Lǒng Xiàn ;
- le xian de Qianyang - 千阳县 Qiānyáng Xiàn ;
- le xian de Linyou - 麟游县 Línyóu Xiàn ;
- le xian de Feng - 凤县 Fèng Xiàn ;
- le xian de Taibai - 太白县 Tàibái Xiàn.